# Луцій Цецилій Метелл
Луцій Цецилій Метелл (290 — 221 роки до н. е.) — консул Римської республіки 251, 247 років, політичний та військовий діяч Римської республіки, великий понтифік з 243 до 221 року до н. е.

## Життєпис
Представник впливового роду — нобілів Цециліїв. Був сином Луція Цецилія Метелла Дентера, консула 284 року до н. е. Пройшовши усіх сходинки державної служби — еділа, претора — у 251 році до н. е. став консулом разом з Гаєм Фурієм Пацилом. На чолі армії Метелла було спрямовано до Сицилії, де тривала Перша пунічна війна. Під час військової кампанії захопив міста Ферми та Ліпару. У 250 році до н. е. сенат подовжив повноваження Метелла на війну на Сицилії. У цьому ж році Луцій Метелла завдав значної поразки карфагенському військовику Гасбрубалу під м. Панорм, захопивши 120 слонів. Після цього справив чудовий тріумф, вперше провів у Римі захоплених слонів. На честь його перемогу викарбувана монету «Цецилій».
У 250 році до н. е. Луція Метелла обрали до колегії понтифіків. У 249 році займав посади начальника кінноти при диктаторах того року — Марку Клавдію Гліції та Авлі Атилії Калатині, але не здобув на ній якихось видатних успіхів. У 247 році до н. е. Метелла знов обрано консулом. Він очолював військові дії поблизу Лілібея, намагаючись захопити місто, втім невдало.
У 243 році до н. е. Луція Метелла обрано великим понтифіком. З цього часу він вже не мав права залишати територію Італії. На своїй посаді Метелл також намагався жорстко дотримуватися втановлених правил. так, у 242 році до н.е він заборонив консулу та жерцю-фламіну бога Марса Авлу Постумію Альбіну залишати Італію для здійснення військових дій в Африці з огляду на те, що релігійні обов'язки Постумія вимагали присутності у Римі. У 241 році до н. е. під час великої пожежі Луцій Метелл врятував священний палладій з храму Вести. За це отримав право від народу приїздити до сенату на колісниці й статую на Капітолії.
У 232 році став членом комісій квіндецемвірів для розподілу землі у Цізальпійській Галлії за законом Фламінія. А у 224 році до н. е. призначено Метелла диктатором для проведення коміцій.
З особистих якостей відмічають майстерність Луція Метелла у красномовстві, особисті чесноти, військові та політичні здібності, що отримали повагу з боку римлян. Водночас він зміг значно збільшити свої статки.

## Родина
Діти:
- Луцій Цецилій Метелл
- Квінт Цецилій Метелл
- Марк Цецилій Метелл.